# Карашилик (Зерендинский район)
Карашилик (каз. Қарашілік) — село в Зерендинском районе Акмолинской области Казахстана. Входит в состав Кызылегисского сельского округа. Код КАТО — 115667500.

## География
Село расположено на юге района, в 24 км на юго-восток от центра района села Зеренда, в 7 км на восток от центра сельского округа села Кызылегис.

### Улицы[2]
- ул. Абылай хана,
- ул. Болашак,
- ул. Жайлау.

### Ближайшие населённые пункты
- село Кызылегис в 7 км на западе,
- село Малые Тюкты в 7 км на северо-востоке,
- село Ортаагаш в 8 км на севере,
- село Коктерек в 12 км на северо-западе.

## Население
В 1989 году население села составляло 429 человек (из них казахов 60%, немцев 24%).
В 1999 году население села составляло 224 человека (109 мужчин и 115 женщин). По данным переписи 2009 года, в селе проживали 133 человека (69 мужчин и 64 женщины).